# Tuman Soʻx
Tuman Soʻx (uzb. So‘x tumani / Сўх тумани; tadż. ноҳияи Сӯх; ros. Сохский район) – tuman z siedzibą w miejscowości Ravon, wchodzący w skład wilajetu fergańskiego w Uzbekistanie. Stanowi dwie eksklawy wewnątrz Kirgistanu.
Według danych z 2022 r., liczba ludności wnosi 80 600. Absolutną większość populacji stanowią Tadżycy.
Nazwa tumanu wywodzi się z nazwy rzeki Soch.

## Historia
Wraz z Kokandem, So‘x stanowił jedno z centrów powstania basmaczy w latach 1918–1924. Wówczas nie był eksklawą.
Tuman So‘x utworzono w 1955 roku. Zgodnie z miejscową legendą, wysoko postawiony członek Kirgiskiej Partii Komunistycznej przegrał teren w grze karcianej ze swoim uzbeckim odpowiednikiem. Inni twierdzą, że decyzja o włączeniu terenu w skład Uzbeckiej SRR miała sens, ponieważ główne drogi na tym obszarze łączą się z Uzbekistanem, gdyż otaczający teren kirgiski jest za bardzo górzysty.

## Geografia
Tuman So‘x jest odizolowany od reszty Uzbekistanu poprzez teren Kirgistanu, względem którego jest enklawą. Co więcej, składa się z dwóch oddzielonych od siebie nawzajem części części: 
- Soʻx właściwy (inaczej: południowy, górny), zajmujący większość terenu tumanu;

- Chon Qora-Qalacha (inaczej: Qalacha, So‘x pónocny/dolny), zajmujący o wiele mniejszy teren.

Obie części leżą w dolinie rzeki Soch.

## Sytuacja językowa
Edukacja w enklawie So‘x odbywa się w języku tadżyckim, który jest ojczysty dla niemal całości miejscowej ludności. Wielojęzyczność jest powszechna, a większość ludzi potrafi dodatkowo mówić po kirgisku i uzbecku. W ciągu wielu dekad mieszkańcy enklawy tradycyjnie zdobywali wykształcenie wyższe w uniwersytetach Tadżykistanu, ale z powodu znacznego pogorszenia się stosunków między Uzbekistanem i Tadżykistanem, dyplomy tadżyckie nie są już uznawane na terenie Uzbekistanu. Po zerwaniu stosunków w obrębie kultury i edukacji, miejscowe biblioteki przestały otrzymywać literaturę i publikacje w języku tadżyckim z Duszanbe.
Miejscowe media, w tym telewizyjne kanały rozrywkowe oraz tygodnik „Głos So‘xu” (tadż. Садои Сӯх), są w języku tadżyckim.

## Potencjalne korekty granic

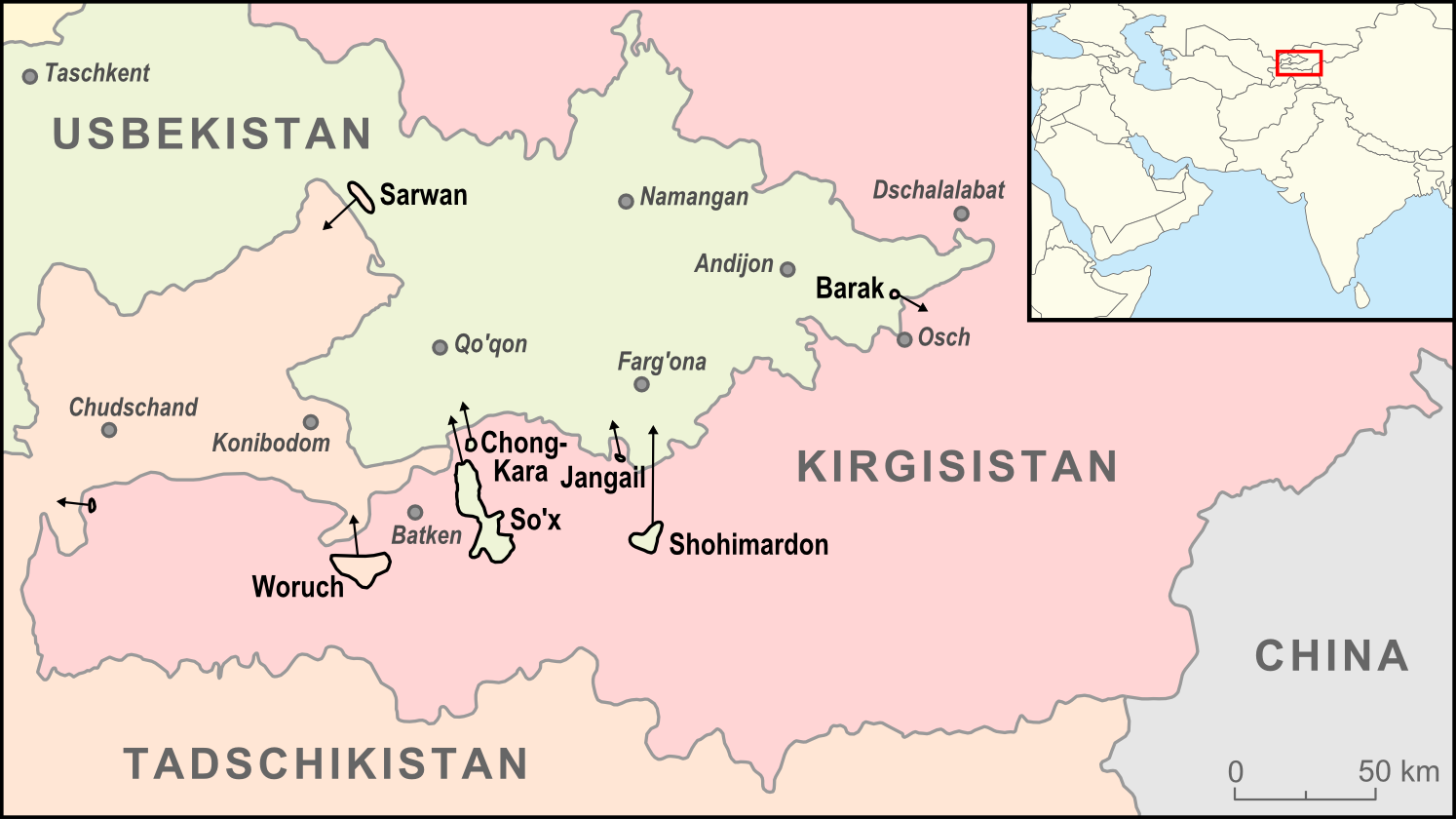
Eksklawy Uzbekistanu, Tadżykistanu i Kirgistanu

Gdy kwietniu 2001 r. stało się wiadome, że rząd Kirgistanu rozważa przyznanie enklawie Soʻx korytarza lądowego do Uzbekistanu, niezależna prasa kirgiska i opozycja zareagowały wielkim oburzeniem, ponieważ odcięłoby to de facto południowo-zachodnią część Kirgistanu od reszty kraju.
Aktualnie rząd Kirgistanu jest generalnie niechętny do utworzenia korytarzu, łączącego Soʻx z resztą Uzbekistanu, gdyż nie jest to zgodne z ich interesem narodowym, ponieważ wówczas Uzbekistan kontrolowałby rzekę Soch.